# Hom Nguyen
Hom Nguyen (20 settembre 1972) è un pittore francese di origine vietnamita.
Le sue opere sono per lo più ritratti in stile figurativo. Vive e lavora a Parigi.

## Primi anni di vita
Thi Lan Nguyen, la madre di Hom Nguyen, lasciò il Vietnam alla fine degli anni '70 per la Francia e si stabilì a Parigi. Nel 1972 diede alla luce il suo unico figlio, Hom Nguyen. A seguito di un incidente automobilistico nel 1978, sua madre rimase paraplegica. In un'intervista con l'artista e musicista Manu Katché, Nguyen dice: "La mia unica famiglia era mia madre. Lei non poteva lavorare a causa della sua disabilità, per questo ho lasciato la scuola in giovane età e ho iniziato a lavorare". Nel 2009 morì sua madre. Hom Nguyen, a quel tempo venditore di scarpe, decise di dedicarsi al disegno e alla pittura.

## Carriera
Hom Nguyen è un artista autodidatta e non ha mai preso lezioni di disegno. La sua pittura è figurativa. Iniziò dipingendo enormi ritratti di celebrità. Da quel momento in poi avrebbe creato opere più personali, raffiguranti donne e bambini, echi del suo passato. Realizza le sue opere su tela con tecniche diverse, matita, pastello, inchiostro di china, carboncino, acrilico e olio. In occasione dell'edizione 2016 della Fiera dell'arte contemporanea di Parigi, organizzata al Grand Palais di Parigi, il presidente della repubblica, François Hollande ha reso omaggio al lavoro dell'artista.. Il suo lavoro sulla rappresentazione della figura umana è stato presentato in molteplici mostre personali e collettive in tutto il mondo attraverso fiere internazionali d'arte contemporanea. Nel Bangkok Post, Hom Nguyen afferma di essere portatore di una doppia cultura, occidentale e orientale, e di lavorare per aprire una piattaforma culturale più ampia, un legame tra la Francia e l'Asia. Nel 2019, in collaborazione con il museo La Monnaie de Paris e la rivista Vogue, ha dipinto un ritratto di Michelle Obama. L'opera d'arte è stata messa all'asta da Christie's e i fondi raccolti sono stati promessi per essere donati a sostegno dell'uguaglianza di genere e dell'emancipazione femminile, guidata da United Nations Women. Nello stesso anno donò un ritratto di Édith Piaf che fu esposto all'ingresso dell'ala Meyniel dell'ospedale Tenon dove la Piaf nacque nel 1915. L'artista partecipò poi alla commemorazione del 250° anniversario di Napoleone Bonaparte, realizzando un ritratto contemporaneo dell'imperatore per la Tour du Sel a Calvi. Hom Nguyen è stato nominato Cavaliere dell'Ordine Nazionale al Merito di Francia il 24 novembre 2021.
Nel dicembre 2021, il Musée de l'Homme ha affrontato la questione della sottorappresentazione delle persone di diversità nello spazio pubblico. Hom Nguyen ha creato, per la mostra Portraits de France, un'opera che rappresenta Aimé Césaire.
Nel maggio 2022, l'artista ha donato un'opera all'Hôtel National des Invalides per sostenere i soldati feriti e le famiglie in lutto di tutti gli eserciti.
Nel 2024 le Poste francesi hanno celebrato il centenario della nascita di Charles Aznavour. Un francobollo da collezione raffigurante il cantante è prodotto da Hom Nguyen.

## Opera d'arte
Hom Nguyen utilizza molti materiali relativamente diversi tra loro, come l'olio, l'acrilico, l'inchiostro, il feltro di gouache, l'inchiostro di china o il carboncino. Il lavoro dell'artista si inserisce in un approccio introspettivo, echi di una memoria resiliente, in cui risuonano questioni di integrazione e immigrazione, a volte molto contemporanee, altre volte più contemplative..

## Mostre
- 2025: One is art Gallery, mostra personale, Tokyo, Giappone.[22]
- 2024: Musée du Touquet-Paris-Plage, mostra personale, Le Touquet-Paris-Plage, Francia.[23]
- 2024: Solid Art, Paris, Francia.[24]
- 2023: Step Creation Gallery, mostra personale, Hong Kong, China.[25]
- 2023: Musée d’art et d’histoire Paul-Éluard, mostra personale, Saint Denis, Francia.[26]
- 2023: Musée de la Légion Étrangère, Monsieur Légionnaire ritratto, Francia.[27]
- 2023: Atelier Grognard, centro d'arte, mostra personale, Rueil Malmaison, Francia.[28]
- 2022: Hôtel National des Invalides, mostra collettiva, Francia.[29]
- 2021: Aimé Césaire, opere prodotte per la mostra Portraits de France, Musée de l'Homme, Francia.[30]
- 2021: Musée de La Monnaie de Paris, mostra collettiva, Togeth'her, Le donne di Madame Figaro, Francia.[31]
- 2021: Art Central Hong Kong, fiera d'arte, Hong Kong.[32]
- 2021: Place des arts, mostra personale esterna, I valori umani, Cergy Pontoise, Francia.[33]
- 2020: Not a Gallery, mostra personale, Empreintes, Francia.[34]
- 2019: Miaja Gallery, mostra personale, Racines, Singapore.[35]
- 2019: Camp Raffalli, mostra personale, Corse, Francia.[36]
- 2019: L'embarcadère, spazio culturale, mostra personale, Racines, Montceau-les-mines, Francia.[37]
- 2019: Tour du Sel Calvi, mostra personale, Racines, Corse, Francia.[38]
- 2019: Chateau de Madame Graffigny, mostra personale, Racines, Villers-lès-nancy, Francia.[39]
- 2019: Tenon hospital, donazione, Edith Piaf, Francia.[40]
- 2019: Musée de la Monnaie de Paris, mostra collettiva, Togeth'her, Magazine Vogue, Francia.[41]
- 2019: S.A.C Gallery, mostra collettiva, So What, Bangkok, Thailandia.[42]
- 2018: Art Paris fiera d'arte, Grand Palais, represented by A2Z Gallery, Francia.[43]
- 2018: Station, mostra personale, Viaggio, Paris, Francia.[44]
- 2018: A2Z Gallery, mostra personale, Dark Side, Paris, Francia.[45]
- 2018: Sofitel, mostra personale, Life's Doodle, Bangkok, Thailandia.[46]
- 2017: Montresso Art fondation, mostra personale, Lignes de vies, Marrakech, Marocco.[47]
- 2017: A2Z Gallery, mostra personale, Trajectoire, Paris, Francia.[48]
- 2017: Le Carmel, mostra personale, Tarbes, Francia.[49]
- 2017: Art Central Hong Kong, fiera d'arte, represented by A2Z gallery, Hong Kong.[50]
- 2016: Asia Now, fiera d'arte, represented by A2Z gallery, Paris, Francia.[51]
- 2016: A2Z Gallery, mostra personale, Inner cry, Paris, Francia.[52]
- 2016: Art Paris fiera d'arte, Grand Palais, represented by A2Z Gallery, Francia.[53]